# سیسیل (استان رومی)
سیسیلیا ( ‎/sɪˈsɪliə/‎ ;لاتین کلاسیک: [sɪˈkɪ.li.a] ; یونانی باستان: Σικελία، ت. «Sikelía»     ) اولین استانی بود که جمهوری روم به تصرف خود درآورد و جزیره سیسیل را در بر می‌گرفت. بخش غربی جزیره در سال ۲۴۱ پیش از میلاد در پایان اولین جنگ پونیک با کارتاژ تحت کنترل روم قرار گرفت. یک پریتور به طور منظم از ح. ۲۲۷ پیش از میلاد  پادشاهی سیراکوز تحت فرمان هیرون دوم تا زمان شکست آن در سال ۲۱۲ پیش از میلاد در جریان جنگ دوم پونیک، متحد مستقل رم باقی ماند.  پس از آن این استان شامل کل جزیره سیسیل، جزیره مالت، و گروه های جزیره کوچکتر ( جزایر اگادی ، جزایر لیپاری ، اوستیکا و پانتلریا ) بود.
در دوران جمهوری روم ، این جزیره منبع اصلی غلات شهر رم بود. استخراج سنگین بود و قیام‌های مسلحانه ای را برانگیخت که به عنوان جنگ های نوکرانه اول و دوم در قرن دوم قبل از میلاد شناخته می شدند. در قرن اول، فرماندار رومی، کایوس ورس، به دلیل فساد خود توسط سیسرون مورد تعقیب قرار گرفت. در جنگ‌های داخلی که منجر به پایان جمهوری روم شد، سیسیل توسط سکستوس پومپه در مخالفت با سه‌گانه دوم کنترل شد. هنگامی که این جزیره سرانجام در سال ۳۶ پیش از میلاد تحت کنترل آگوستوس قرار گرفت، به طور قابل توجهی سازماندهی شد و مستعمرات بزرگ رومی در چندین شهر بزرگ ایجاد شد.
در بیشتر دوره امپراتوری، این استان سرزمینی آرام و ارضی بود. در نتیجه، به ندرت در منابع ادبی از آن نام برده شده است، اما باستان‌شناسی و کتیبه‌نگاری چندین شهر پررونق مانند لیلیبائوم و پانورموس در غرب، و سیراکوز و کاتانیا در شرق را نشان می‌دهند. این جوامع به روشی مشابه سایر شهرهای امپراتوری روم سازماندهی شده بودند و عمدتاً خودگردان بودند. یونانی و لاتین زبان‌های اصلی جزیره بودند، اما پونیک، عبری و احتمالاً زبان‌های دیگر نیز صحبت می‌شدند. چندین اجتماع یهودی در این جزیره وجود داشت و از حدود سال ۲۰۰ پس از میلاد نیز شواهدی از جوامع مسیحی قابل توجهی وجود دارد.

این استان مدت کوتاهی قبل از فروپاشی امپراتوری روم غربی در سال ۴۷۶ تحت کنترل پادشاهی وندال شمال آفریقا قرار گرفت، اما به زودی به پادشاهی ایتالیا بازگردانده شد و تحت کنترل امپراتور شرقی در قسطنطنیه به روم بازگردانده شد. تا قرن ۹ باقی مانده است.

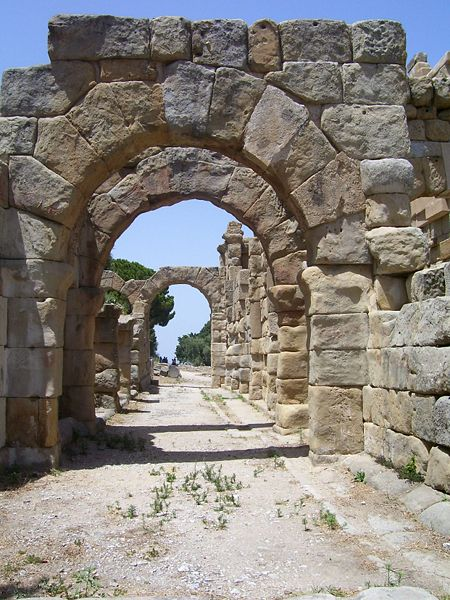
دیوار شهر
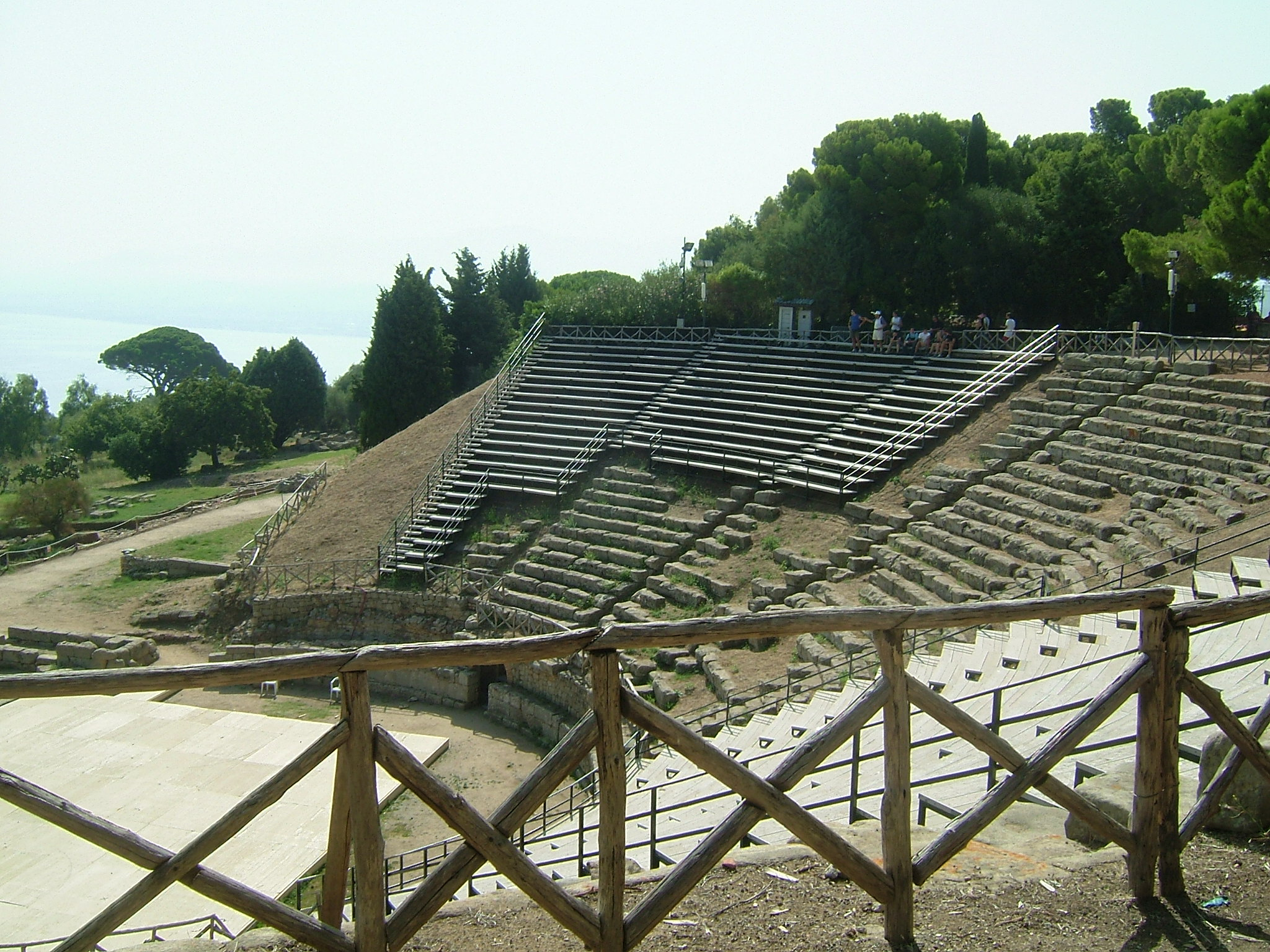
تئاتر یونانی
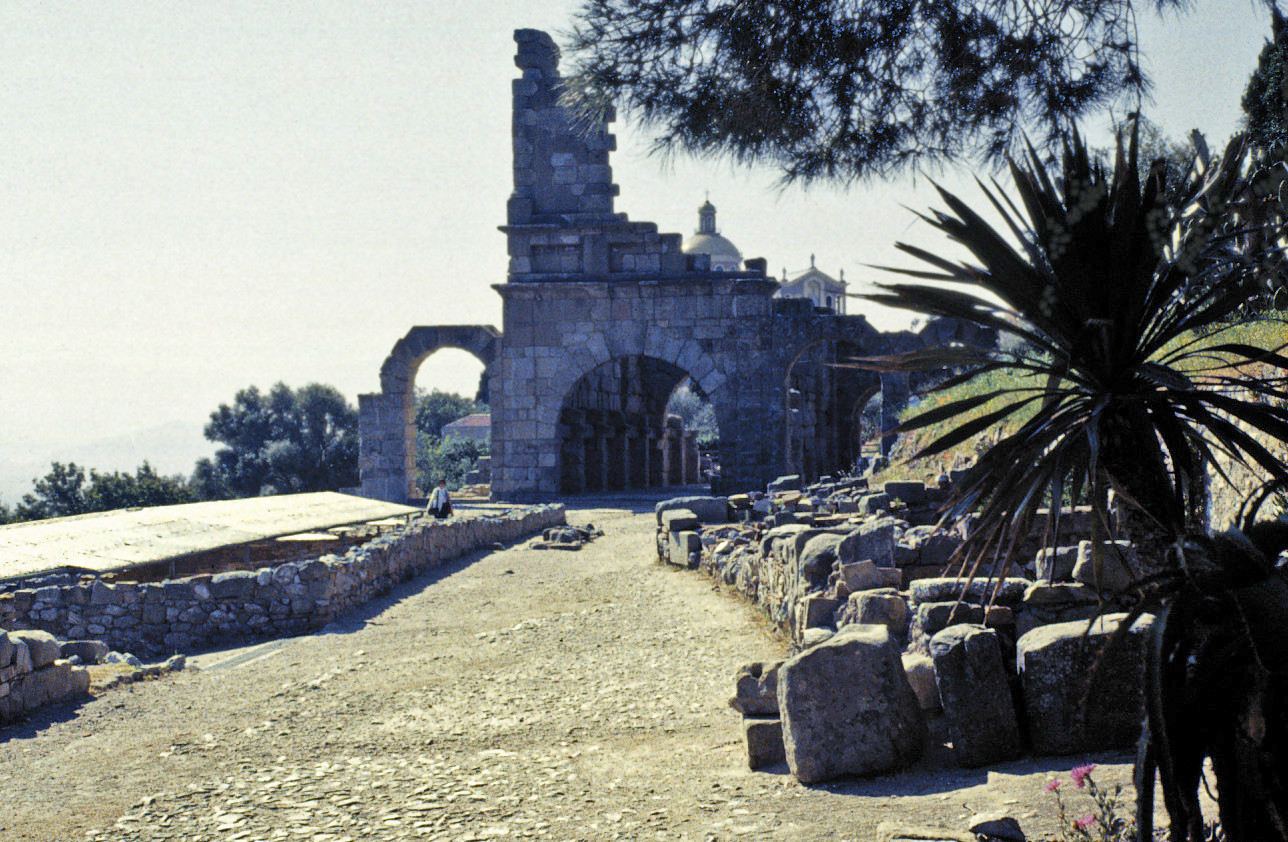
بازیلیکای رومی
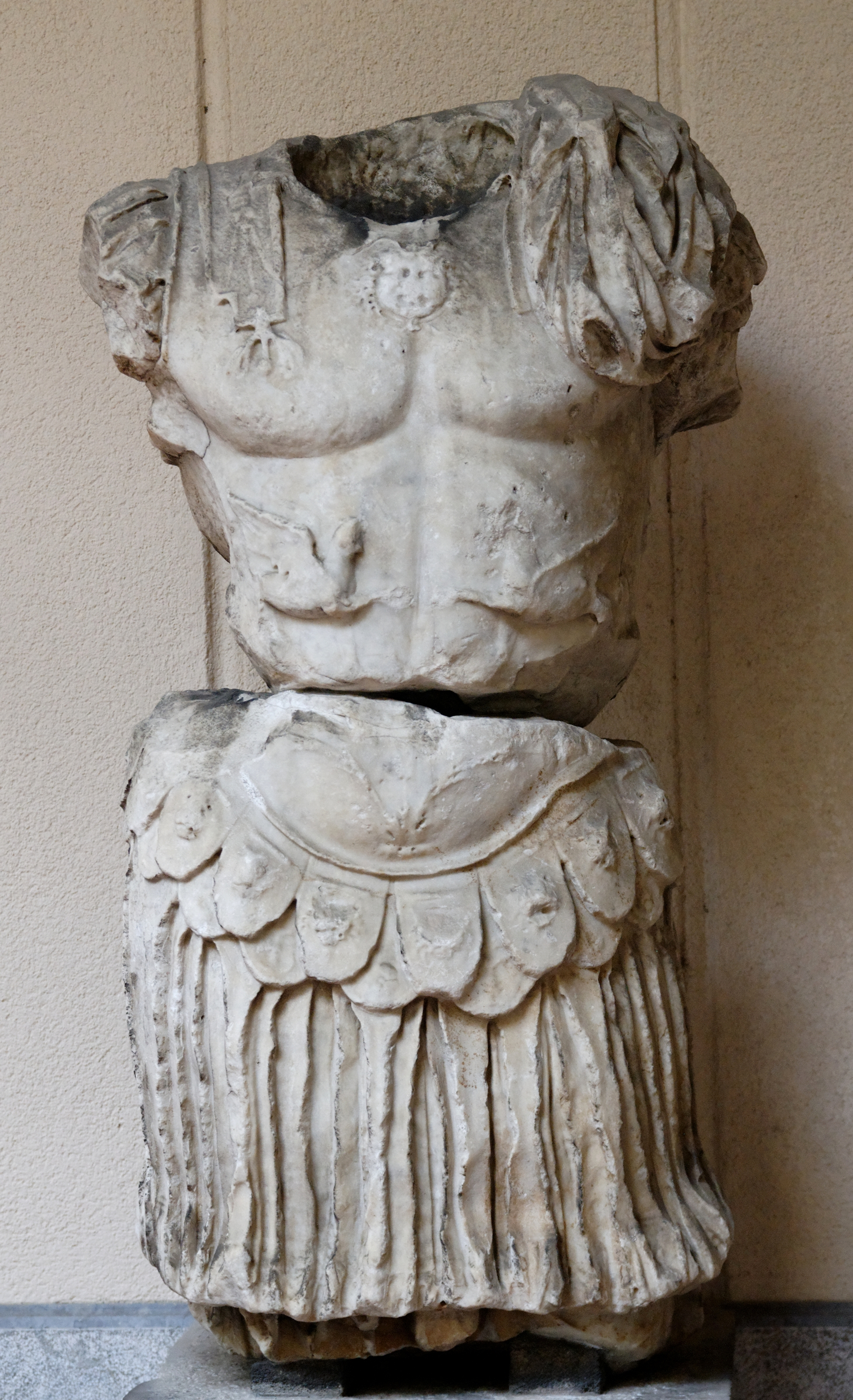
مجسمه مرد در یک کویراس، سلطنت ترایان
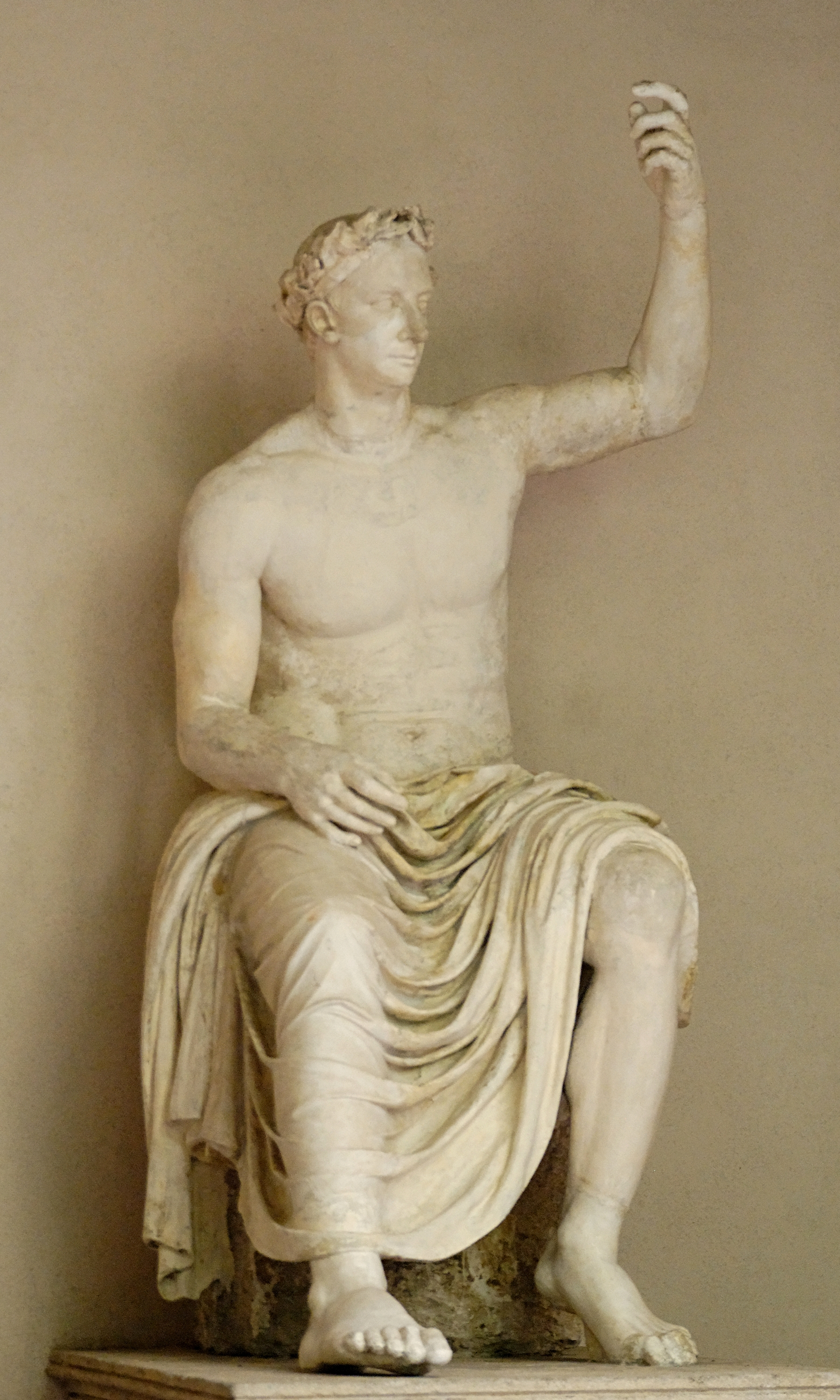
مجسمه کلودیوس-ژوپیتر، از تینداری

1. ↑  "Appian, Sicily and the Other Islands, Fragments, section 2". data.perseus.org. Retrieved 2017-03-03.